# Fungiacyathidae
Fungiacyathidae  is een familie van neteldieren uit de klasse van de Anthozoa (bloemdieren). 

## Geslacht
- Fungiacyathus Sars, 1872